# Роти (остров)
Роти (индон. Pulau Rote) — остров в Индонезии, который является частью Малых Зондских островов. В административном отношении входит в состав провинции Восточная Нуса-Тенгара.
Площадь Роти составляет 1226,5 км²; длина береговой линии — 291,2 км. Самая высокая точка — 430 м над уровнем моря. Расположен примерно в 500 км к северу от побережья Австралии и в 170 км от архипелага Ашмор и Картье, к юго-западу от острова Тимор. На севере омывается водами моря Саву, на юге — водами Тиморского моря; к западу от Роти располагается остров Саву. К югу от Роти находится маленький необитаемый остров Ндана, площадь которого составляет 14 км². Вместе с близлежащими маленькими островками образует округ Роти-Ндао, население которого (в основном ротийцы), по данным переписи 2010 года, составляет 119 711 человек.
Крупнейший населённый пункт — город Баа, расположен на северном побережье острова. Имеется паромное сообщение с Купангом. Местная экономика основана на сельском хозяйстве и рыболовстве.